# جزيرة أيير الكبرى
جزيرة أيير الكبرى وهي جزيرة من جزر إندونيسيا، تتبع بولاو سيريبو في إقليم جاكارتا.